# Tea Party (hnutí)

Gadsdenova vlajka je oblíbena mezi příznivci Tea Party.

Tea Party (česky: Hnutí čajových dýchánků) je americké pravicově-konzervativní politické hnutí. Svým názvem odkazuje k takzvanému Bostonskému pití čaje, historické události, která byla jedním z počátečních okamžiků Americké revoluce.

## Politika
Mezi cíle patří zvrácení reformy zdravotního systému, zjednodušení a snižování daní, vyrovnaný federální rozpočet, oslabování role federální vlády. V tradičním dvoustranickém systému představují stoupenci Tea Party především radikálnější voliče Republikánské strany. Příznivci Tea Party také výrazně zasáhli do primárních voleb v roce 2010, když se jim podařilo zajistit vítězství řady svých radikálních kandidátů, například Christiny O'Donnellové v Delaware nebo Randa Paula v Kentucky. Tea Party podporuje bývalá guvernérka Aljašky a kandidátka na viceprezidentku z roku 2008 Sarah Palinová.

### 2010
V roce 2010 někteří kandidáti podporovaní hnutím zvítězili v rámci kongresových primárek Republikánské strany, a to ve státech Aljaška, Colorado, Delaware, Florida, Nevada, New York, Jižní Karolína a Utah, čímž zvýšili podíl konzervativních uchazečů. Podle The New York Times pak ve volbách do kongresu, uprostřed funkčního období prezidenta Obamy, bylo zvoleno s významnou podporou hnutí 129 kandidátů do Sněmovny reprezentantů a 9 kandidátů do Senátu. Odhad Wall Street Journal-NBC News z října 2010 ukázal, že 35 % voličů byli pravděpodobně stoupenci hnutí Tea Party a tito favorizovali republikány.

## Příznivci
Příznivci se rekrutují z řad střední třídy podporující republikány a častěji jsou to ženatí muži středního věku. Byť je hnutí rozšířené po celých Spojených státech, více k němu inklinují obyvatelé jihu a západu.